# Förlanda kyrka
Förlanda kyrka är en kyrkobyggnad belägen i kyrkbyn Förlanda i Kungsbacka kommun. Sedan 2013 tillhör kyrkan Fjärås-Förlanda församling (tidigare Förlanda församling) i Göteborgs stift. 

## Historia
Tidigare fanns på platsen en romansk kyrka i sten, troligen byggd på 1100- eller 1200-talet. Den revs, förutom tornet och en mindre del av den västra väggen, 1885 för att ge plats åt en ny kyrkobyggnad. Tornet hade uppförts 1828, då det ersatte en klockstapel, och tillhörde således inte medeltidskyrkan. Den bestod av ett långhus och i öster ett lägre och smalare kor, avslutat med en halvcirkelformig absid. Innertaket var platt. Byggnaden hade renoverats 1807 och 1813.  

## Kyrkobyggnaden
Man hade först för avsikt att förlänga den befintliga kyrkan, men 1885 beslutade kyrkostämman att riva ner alla gamla murar och uppföra nya. Ritningarna till nybygget i nyklassicistisk stil utfördes av Adrian C. Peterson och fastställdes 1883. Den nya byggnaden uppfördes 1885 i vitputsad gråsten och invigdes 15 juni 1887. Däri ingick tornet från 1828. 
Kyrkan kännetecknas av höga murar med fem stora spröjsade fönster i gjutjärnsbågar på norra sidan och fyra på den södra. Den har tre ingångar: genom tornet, genom vapenhuset i söder och genom sakristian. Byggnaden restaurerades varvid fasaden återställdes i ursprungsskick och inventarier och fast inredning konserverades 1992–1993.

## Inventarier
- Dopfunten av täljsten i tre delar är troligen från tiden 1250-1280 och tillhör den så kallade Starrkärrskolan. Höjden är 87 cm. Cuppan är fyrpassformad liksom skaftet och foten. Cuppan och foten har var sin rundstav. Den saknar ornament i övrigt och har heller inget uttömningshål.[1]
- En baldakin från 1700-talet hänger ovanför dopfunten.
- Altaruppsatsen, som föreställer den uppståndne Frälsaren och en änglafigur, är från 1880-talet liksom sakristieskrank, altarring och orgelfasaden. Vissa delar av altaruppsatsen är betydligt äldre: krucifixbilden från 1600-talet och träsniderierna ovan och vid sidorna troligen från 1700-talet.
- Predikstolen är från 1700-talet med fyra skulpterade figurer. Den restaurerades 1949, varvid den ursprungsfärgerna togs fram.
- På södra korväggen finns en äldre altartavla från 1700-talet föreställande Kristus på korset.
- Den gamla kyrkans bemålade bibliska figurer från läktarbröstningen, flyttades till den nya kyrkan, varvid de sågades sönder för att passa. Vid 1949 års restaurering togs äldre bemålning fram och figurerna uppsattes i ursprunglig ordning på läktarens framsida. Vissa saknade fält fick helt nyskapas.

### Klockor
- Från den gamla klockstapeln kommer storklocka som enligt uppgift göts 1691.
- Lillklockan är gjuten i Ystad 1925 och skänktes samma år till kyrkan.

### Orgel
- Nuvarande 15-stämmiga orgelverk har två manualer och pedal. Den är byggd av Tostareds Kyrkorgelfabrik 1971, varvid två stämmor från den tidigare orgeln från 1886 och två stämmor från 1950-talet är integrerade. Fasaden härstammar från 1886 års orgel.[2]

## Bilder

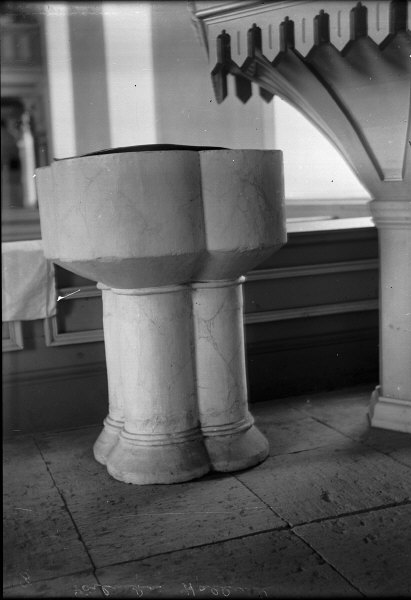
Dopfunten med baldakin.